# Catch as Catch Can (album)
Catch as Catch Can è il terzo album in studio della cantante britannica Kim Wilde, pubblicato nel 1983.

## Tracce
1. House of Salome – 3:36
2. Back Street Joe – 4:31
3. Stay Awhile – 3:42
4. Love Blonde – 4:08
5. Dream Sequence – 6:06
6. Dancing in the Dark – 3:44
7. Shoot to Disable – 3:37
8. Can You Hear It – 4:29
9. Sparks – 4:08
10. Sing It Out for Love – 3:34